# Хэнкок, Грэм
Грэм Хэ́нкок (англ. Graham Hancock; род. 2 августа 1950, Эдинбург, Шотландия) — британский писатель и журналист, автор более десятка книг и двух документальных фильмов, снятых им для британского телеканала Channel 4. Методы и выводы Хэнкока практически не нашли поддержки со стороны учёных, которые признают его псевдоархеологом, а его книги — псевдонаучными.
К основным интересам Хэнкока принадлежат тайные загадки, каменные монументы или мегалиты, древние мифы и астрономические/астрологические данные прошлого. Основная тема, присутствующая в большинстве его книг,  — это возможная всеобщая связь с «материнской культурой», которая была источником всех древних цивилизаций. Книги Хэнкока переведены на 27 языков и изданы суммарным тиражом более 5 млн экземпляров. Одна из его самых известных книг — «Следы богов» — была опубликована также и на русском языке.

## Биография
Грэм Хэнкок родился 2 августа 1950 года в Эдинбурге. Детство и юность прошли в Индии, где его отец работал хирургом. Возвратившись в Великобританию в 1973 году, он с отличием окончил Даремский университет по специальности социология и начал карьеру журналиста. Хэнкок работал для таких известных британских газет, как The Times, The Sunday Times, The Independent и The Guardian. В период с 1976 по 1979 годы он был помощником редактора журнала New Internationalist, а с 1981 по 1983 годы — корреспондентом журнала The Economist в Восточной Африке. В 1996 году он появился в вызвавшей много полемики программе американского телеканала NBC The Mysterious Origins of Man («Таинственное происхождение человека»).
Вместе со своим бельгийским соавтором Робертом Бьювэлом сформулировал псевдонаучную пирамидологическую теорию корреляции расположения пирамид Гизы с тремя звёздами созвездия Ориона (пояс Ориона) в том виде, как они могли наблюдаться более 12 тысяч лет назад, и относит сооружение пирамид к тому времени.
В своей книге «Supernatural: Meetings With the Ancient Teachers of Mankind» (2005) Хэнкок исследует пещерное искусство эпохи палеолита в свете невропсихологической модели Дэвида Льюиса-Уильямса.

## Влияние
Немецкий режиссёр Роланд Эммерих в титрах к своему блокбастеру «2012» указал, что на создание фильма его вдохновила книга Хэнкока «Следы богов». В интервью лондонскому журналу Time Out Эммерих впервые узнал о теории смещения земной коры именно из этой книги.

## Книги
- Hancock, Graham. Ethiopia: The Challenge of Hunger (неопр.). — London: Victor Gollancz Ltd, 1985. — ISBN 057503680X.
- Hancock, Graham; Enver Carim. AIDS: The Deadly Epidemic (неопр.). — London: Victor Gollancz Ltd, 1986. — ISBN 0575038373.
- Hancock, Graham. Lords of Poverty: The Power, Prestige, and Corruption of the International Aid Business (англ.). — Boston: Atlantic Monthly Press, 1989. — ISBN 0871132532.
- Hancock, Graham. The Sign and the Seal: The Quest for the Lost Ark of the Covenant (англ.). — New York: Crown, 1992. — ISBN 0517578131.
- Hancock, Graham. Fingerprints of the Gods (англ.). — New York: Crown Publishers[англ.], 1995. — ISBN 0517593483.
- Hancock, Graham; Robert Bauval. The Message of the Sphinx: A Quest for the Hidden Legacy of Mankind (англ.). — New York: Crown Publishers[англ.], 1996. — ISBN 0517705036.
- Hancock, Graham; Robert Bauval. Keeper of Genesis: A Quest for the Hidden Legacy of Mankind (англ.). — London: Heinemann, 1996. — ISBN 0434003026.
- Hancock, Graham. The Mars Mystery: A Tale of the End of Two Worlds (англ.). — London: Michael Joseph, 1998. — ISBN 0718143140.
- Hancock, Graham; Santha Faiia. Heaven's Mirror: Quest for the Lost Civilization (англ.). — New York: Crown Publishers[англ.], 1998. — ISBN 0517708116.
- Hancock, Graham. Underworld: The Mysterious Origins of Civilization (англ.). — New York: Crown, 2002. — ISBN 1400046122.
- Hancock, Graham; Robert Bauval. Talisman: Sacred Cities, Secret Faith (неопр.). — Tisbury: Element Books, 2004. — ISBN 0007190360.
- Hancock, Graham. Supernatural: Meeting with the Ancient Teachers of Mankind (англ.). — London: Century, 2005. — ISBN 1844136817.